# QWERTZ配列

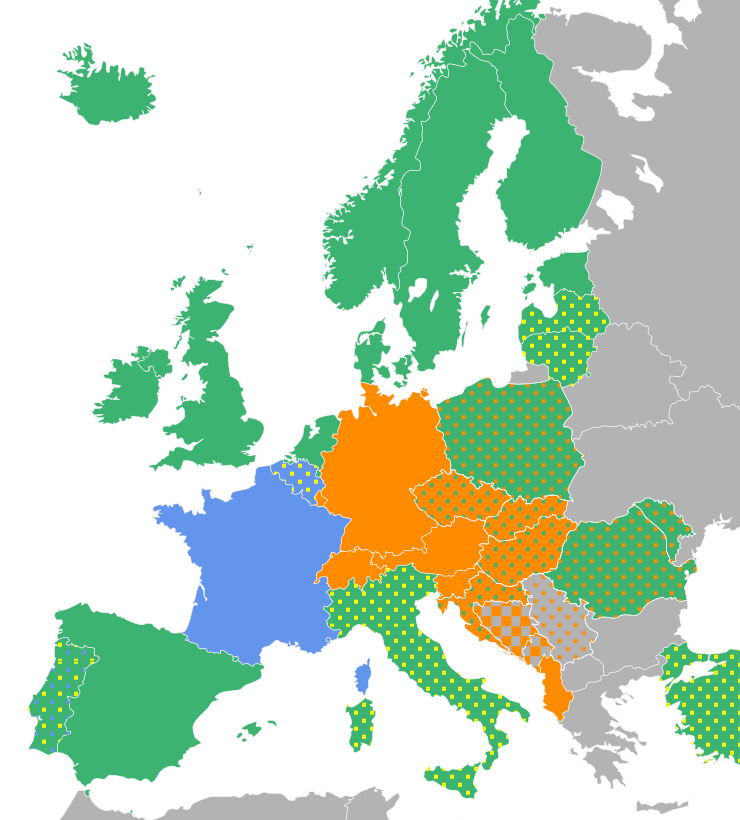
ヨーロッパでのキーボード配列の地理的分布:
QWERTY配列
QWERTZ配列
AZERTY配列
固有の配列 (トルコ FGĞIOD配列）、ラトヴィア（ŪGJRMV配列）、リトアニア（ĄŽERTY配列）
非ラテン文字圏

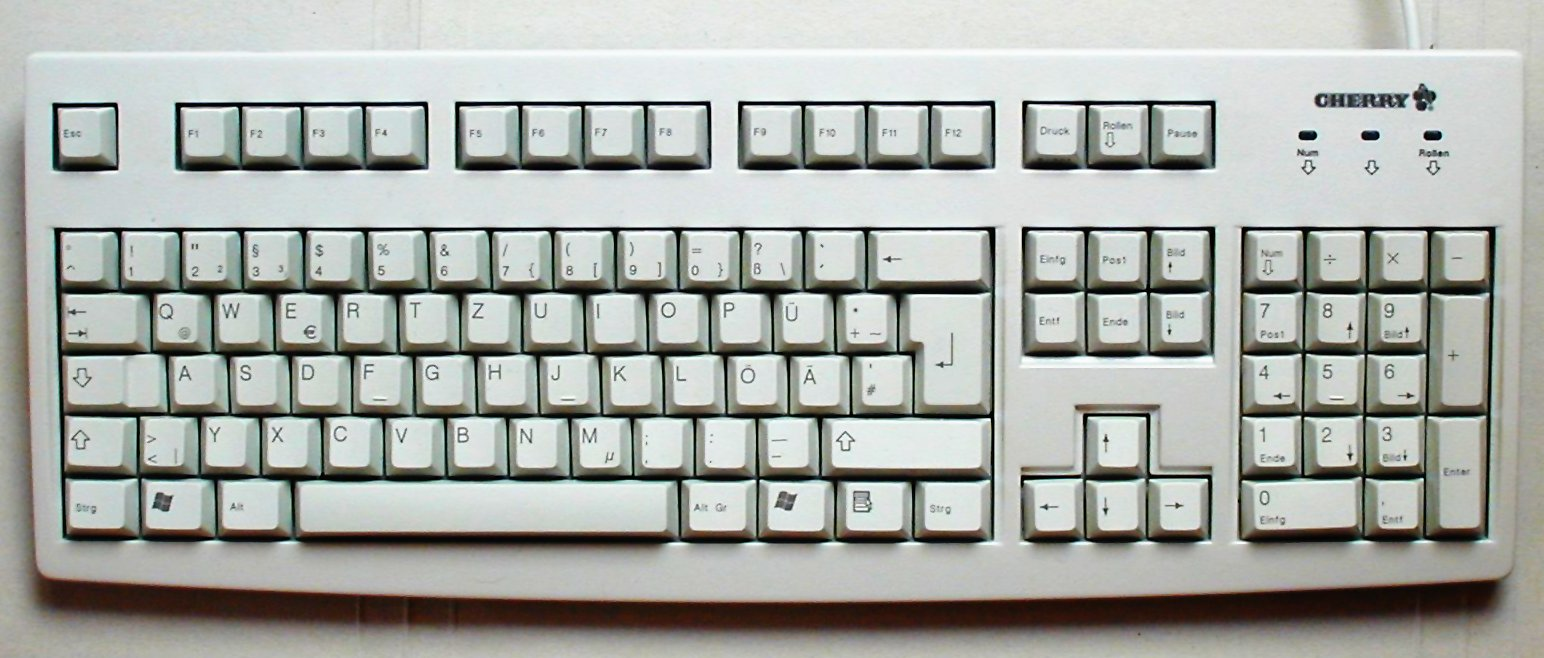
コンピュータ用のQWERTZキーボード

QWERTZ配列（クウォーツはいれつ、クワーツはいれつ、クウェルツはいれつ、クヴェルツはいれつ、ドイツ語: QWERTZ-Belegung）は、中央ヨーロッパと東ヨーロッパで広く使われているコンピュータやタイプライター用のキー配列である。名前は、キーボードの左上の6文字がQ, W, E, R, T, Zの並び順であることに由来している。
QWERTY配列とはZとYが入れ代わっている。これは、ドイツ語ではZがYよりもはるかに多用され（Yは外来語を表記するのに使われる程度である）、TとZはドイツ語では隣あって現れることが多いためである。キーボードの一部にはä,ö,üといったドイツ語表記のためのウムラウトが含まれている。記号は英語用のキーボードとは異なった場所に配置されており、CtrlキーはStrgキーとなっている（StrgはSteuerungの略であり、キーの意味は同じであるが、Stringの意味であると誤解されることもある）。

QWERTZ配列
ドイツとオーストリアで使われているQWERTZ配列
スイスで使われているQWERTZ配列
ハンガリーで使われているQWERTZ配列

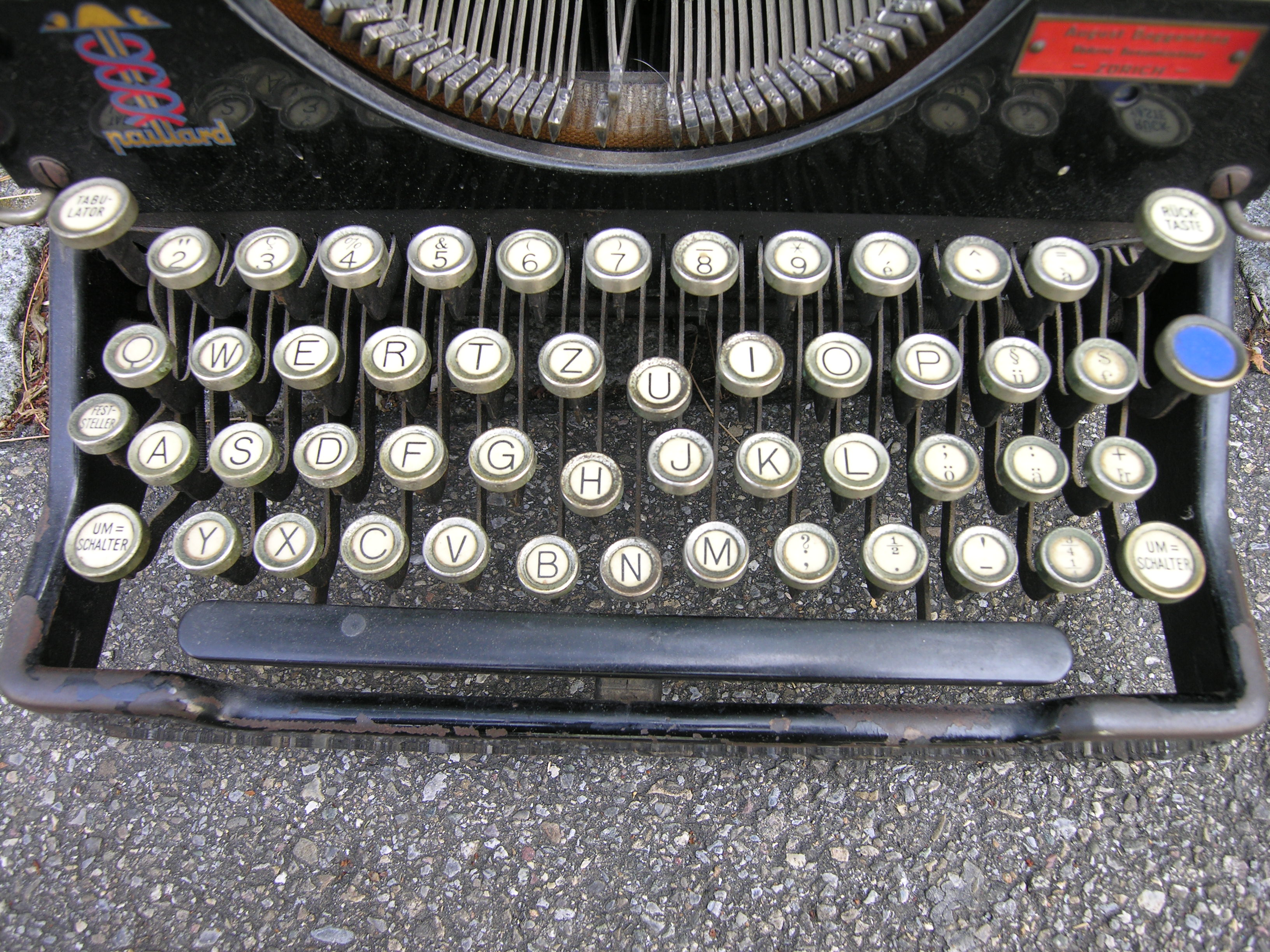
古いスイスのタイプライタで使われているQWERTZキーボード

QWERTZに基づいたキーボードは、同じドイツ語が話されるスイスや、ラテンアルファベットを使う東ヨーロッパ、北東ヨーロッパの多くの国々で使われているが、バルト三国では使われていない（3ヶ国ともQWERTY配列が一般的。ラトビアとリトアニアには独自の配列も存在）。QWERTZから派生したキーボードはポーランドでも使用されていたが、1990年代の初めからは、QWERTY配列が優勢となっている。
ドイツ語が唯一の公用語であるドイツとオーストリアで使われるQWERTZキーボードだけがStrgキーを持っており、それ以外のスイス等で使われるキーボードではCtrlと表記されている。また、スイスのものはエスツェットが省略されている一方、ドイツ語以外の公用語であるフランス語、イタリア語、ロマンシュ語で使われる文字も入力できるよう調整されている。
ドイツ語では名詞の語頭を大文字で表記するため、英語よりもシフトキーを多用するが、キーボードに特に配慮はない。
QWERTZキーボードは、非公式にkezboardというニックネームで呼ばれることがある。これは、QWERTYキーボードのつもりでkeyboardと入力すると、QWERTZキーボードでは、kezboardと表示されるためである。QWERTZキーボードのつもりでQWERTYキーボードに入力しても同じである。